# Sasja Janssen
Sasja Janssen (1968) is een Nederlands dichter en schrijver van romans en korte verhalen. Zij geeft les op de Schrijversvakschool en Crea. Haar werk verschijnt bij uitgeverij Querido. Sinds 2014 heeft zij een relatie met componist en schrijver Klaas ten Holt. Uit een eerder huwelijk heeft zij een zoon.
De bundel Wie wij schuilen werd genomineerd voor de Jo Peters Poëzieprijs, terwijl Ik trek mijn species aan een nominatie voor de VSB Poëzieprijs 2015 opleverde.
In januari 2022 ontving Janssen de Awater Poëzieprijs 2021 voor Virgula. Deze bundel werd tevens genomineerd voor De Grote Poëzieprijs, de Herman de Coninckprijs, de Ida Gerhardt Poëzieprijs, en was poëziebundel van het jaar 2021 voor de KANTL poëzieprijs. Virgula werd in 2021 opgenomen in de lijst van beste boeken van De Volkskrant en De Groene Amsterdammer. In 2024 won Janssen voor deze dichtbundel de eerste Johan Polak Poëzieprijs ter waarde van € 50.0000 en kreeg zij voor haar gehele oeuvre de A. Roland Holst-Penning
In 2024 verscheen haar dichtbundel Mijn vader zegt entropie mijn moeder logica. Deze bundel werd net als Virgula bekroond met de Awater Poëzieprijs 2024 
Ik trek mijn species aan is vertaald naar het Engels (Putting On My Species), Virgula naar het Spaans en naar het Engels. Gedichten van haar hand werden vertaald naar het Duits, Engels, Spaans en Farsi.
Sasja Janssen was gast op Internationale Poëziefestivals in Nicaragua (2012), Medellín (2013), Guadalajara en Mexico-Stad (2014), Buenos Aires (2016), Poetry International Rotterdam (2022) en Londen (2023).

### Romans
- De kamerling (2001)
- Teresa zegt (2005)

### Poëzie
- Papaver (2007)
- Wie wij schuilen (2010)[5]
- Ik trek mijn species aan (2015)
- Happy (2017)[6]
- groet god (dialoogbundel met Eva Gerlach - Atalanta pers 2018)
- Ik roep je aan, (gedichten - Druksel, 2020)
- Virgula (2021)
- Mijn vader zegt entropie mijn moeder logica (2024)